# Teknikstress
Teknikstress kan drabba den som ständigt kan nås via mobiltelefon, där man numera ofta har både SMS och e-mail. Mobilen har skapat nya behov och att ständigt vara nåbar kan göra oss sjuka. Att tappa bort mobiltelefonen eller att ens dator går sönder kan göra en stressad, man kan också bli stressad av att ett teknisk avancerat datorsystem införs på arbetet. Teknikstress har sagts ligga bakom en rad självmord på företaget France Télécom, 24 på 18 månader.